# 江东镇 (潮州市)
江东镇，是中华人民共和国广东省潮州市潮安区下辖的一个乡镇级行政单位。

## 行政区划
江东镇下辖以下地区：
江东北街社区、上水头村、下水头村、柚杭村、柚园村、元巷村、亭头村、村头村、洲东村、洋光村、仙坪田村、东光村、三吴村、独树村、上庄村、中庄村、下庄村、井美村、圆山村、龙口村、红砂村、仙洲村、渡头村、樟厝洲村、谢渡村、西前溪村、东前溪村、蓬洞村、佘厝洲村和下湖村。

## 信仰
上庄村
- 天后宫:供奉妈祖
- 帝君宫:供奉帝君老爷

谢渡村
- 礼乐古庙:供奉三山国王、三山夫人、神农大帝、赵爷、花公妈
- 清顺庵:供奉十手佛、十八罗汉佛、大圣佛祖、玄天上帝
- 天后宫:供奉天皇圣女、主母娘、龙美圣皇、慈母娘娘
- 土地爷宫:供奉福德老爷

## 姓氏由來
庄姓， 江东镇独树乡的庄氏，奉庄弥渊为开基始祖。庄弥渊乃福建庄氏始祖庄森第十一代孙，庄夏第三子庄梦序之五子。其上传世系为：森一申一述一荪一轸一珦一观一裳一夏一梦序一弥渊。庄弥渊在江东独树开基以来，已有730年。
蔡姓， 蔡氏原从浙江迁福建莆田，再迁澄海渔洲。先辈蔡兰轩于明隆庆年间（隆庆元年为公元1567年）从渔洲来潮安县江东镇下水头创村。
黄姓， 先祖黄和安于明朝弘治三年（1490）从江西南丰双井头迁来广东潮安江东乌井脚（即原堤外柯厝巷浮洲）定居，村名取沙洲，后改为仙洲。
黄姓， 黄姓先辈是清中期从广东澄海隆都吴邦村迁来潮安江东镇村头村，至今约二百余年。
陈姓， 陈氏是宋南康郡王陈洪进后裔，至十四世陈古谿定居福建兴化府莆田县打铁巷，因元末兵乱，于明洪武二年（公元1369年）古谿带松岭、松岗二子及眷属迁徙入潮，定居广东海阳县东厢都（现磷溪镇）福鄹村。松岭公之次子陈东阳于明建文二年（公元1400年）再迁徙潮安江东都僊邨定居创业。
陈姓， 先祖陈旭和从广东潮安枫溪区池湖村迁来江东镇东光村定居。
林姓， 林姓先辈自元代从广东潮城桃巷(今湘桥区卫星二路)迁潮安江东镇村头村定居，至今约七百年左右。
林姓， 明万历年间，林氏先祖居庸公自福建省云霄县鸟桐巷迁来广东潮安县江东镇东前溪村定居。
林姓， 林氏见思公自广东潮安庵埠镇宝陇迁来迁来广东潮安县江东镇东前溪村定居。
林姓， 先祖林惠生从广东潮安东凤镇天宁村迁来江东镇东光村定居。
林姓， 林氏先辈林玉明三兄弟，约于公元1534年（即明嘉靖13年）自福建莆田携眷到广东潮安江东镇洋光村定居。
林姓， 林姓于明代由广东澄海东里樟林迁入潮安江东镇樟厝洲村定居。
林姓， 林氏原从江苏下邳（现邳县）迁福建莆田，尊贤里北螺村。宋理宝佑间（公元1253-1258年）因兵燹徙创广东汕头澄海鸿沟乡，先辈林茂德公于明代自澄海盐鸿镇鸿沟迁于潮安江东镇西前溪村定居。
杨姓， 杨姓先辈也于清初从广东潮安枫溪池湖池湖乡迁潮安江东镇村头村已有三百余年。
杨姓， 先辈于明末从河南迁广东潮安彩塘仙乐，再迁江东仙洲柯厝巷，后又分居徙进红砂村、圆山村等地。
赵姓， 1944年由赵汉瑞从广东潮州潮安凤塘镇邱塘陇村迁江东镇村头村定居。
柳姓， 1952年原住广东潮城头亭巷(今潮州湘桥区太平路头亭巷)的柳锦瑞徙江东镇村头村落户。
吕姓， 吕姓先祖来自广东澄海县上华镇吕厝村迁潮安江东镇下湖村。
翁姓， 翁姓先祖来自广东潮安县庵埠镇草果寮村迁江东镇下湖村。
赖姓， 先辈赖南田于清顺治十七年（1660）从广东澄海莲花山下多年楼村迁来潮安江东镇溪头洲村定居。
余姓， 余姓先祖余廷宾于清乾隆二十一年（1756）从广东饶平黄冈迁来潮安江东镇溪头洲村定居。
余姓， 明朝万历二十八年（公元1600年）左右，肇基祖玉胡公护其考（梅丰公，也称尔正公）栗主，由潮州府海阳县磷溪都仙美乡（北仙地方）迁徙至潮安江东镇余厝洲村。
吴姓， 吴姓先祖吴千国于明万历年间（1573-1619）从福建漳州诏安县梅州到广东潮安县江东镇三吴村后吴自然村定居。
吴姓， 先祖吴确守于明隆庆年间（1567-1572）从广东海阳县登云都的银湖迁至潮安县江东镇新湖定居，因清末该村有四大富户，用簟盛银元，人称四大簟，新湖因而演化为簟厝。
吴姓， 先祖于明末从福建莆田迁来广东潮安县江东镇三吴村砻臂崛自然村定居。砻臂崛因村前有一池塘，状似砻臂，故称。
谢姓， 先祖谢垂统于明崇祯二年（1629）从广东潮城南门谢迁居湘桥涸溪，其时该地有三村：淳美（今村美）、凤美（今巷尾）和井美，谢垂统居于井美村，传至三世，垂统又带领继昌、继永、继盛三子南下于江东急水塔西南方创基圆山村谢厝自然村。
谢姓， 元朝末期（约公元1353年），谢渡村先祖佛号公，原籍福建莆田鸟衣巷。因遭兵祸，为求生存，身背家祖三代神牌，并带妻子，翻山越岭，历尽艰辛，至广东潮安江东镇谢渡村定居。
洪姓， 于南宋末年元朝初年的1270年前后。由洪氏三十五世祖天锡公带其子明象公由福建泉州府晋江县大御巷迁至广东海阳县彩塘镇鹂塘乡后移往溪东都（江东都）下庄村定居（现下庄村尚有洪厝桥、洪厝角遗址，和洪庄宫）。传至第九代，就是洪氏四十四世祖茂吾公，于明宪宗成化初年，向东迁至二公里处的凤埔（即江东镇红砂村现在的旧乡）定居。
洪姓， 洪氏肇基祖耀省公，来自广东潮安磷溪上金鳌，溯其根源，洪氏先祖来自福建莆田派系。耀省公生有三子前川、前峰、前岭，前峰移往江东红砂创基立业。
彭姓， 彭氏远祖延年，号振锋，江西庐陵人，任潮州刺吏，葬于揭阳梅云浦口。十八世祖馥范公随母从澄海东里迁徙至潮安江东镇红砂定居，至今历十五世，现有人口五百二十人。
马姓， 马氏先祖振源公随母从潮阳和平迁至潮安江东镇红砂定居，至今历十四世，现有人口二百三十四人。
张姓， 先祖从广东澄海龙眼城迁来来潮安江东红砂定居时是兄弟两户，一先一后，由开字辈始，至今历十二世，现有人口七十四人。
张姓， 先辈张松山，张松石兄弟自明洪武十九年（公元1386年）从福建省莆田县石狮巷迁广东潮安江东镇元巷村创村。
卢姓， 卢氏先祖由广东澄海冠山迁至意溪西都，始祖创都公传八世至旭亭公。九世祖声某公从西都迁至潮安江东红砂定居，至今历十一世，现有人口二十八人。
郑姓， 先辈郑松径于明万历年间（万历元年为公元1573年）从福建省莆田县涵头石榴花下村迁来广东潮安江东镇柚园村创村，因周围种植柚树，故名柚园村。
李姓， 明朝初期（约1436年），福建省莆田县石狮古井边有一位叫李福潮祖来广东潮州府葱园（东凤原名）地方创祖，定居于礼阳乡，礼阳乡的四世祖李昆冈移往江东渡头定居，这便是渡头乡李氏的创始祖。创始祖于明朝中期（公元1536年，明世宗嘉靖年间），至今已传至19代，距今约470年之久。
刘姓， 刘姓先辈是由广东湘桥磷溪溪口搬迁来到潮安江东镇洋光村定居。
刘姓， 自明永乐年间（1403-1424年）创村。时刘氏148世祖东兴公由广东饶平坪澳夏校(今饶平浮滨)到潮安江东镇井美村开基创业。
刘姓， 自明朝正德年间，距今约500年，刘氏先祖华文、励行两公从广东湘桥意溪东津桃坑迁移至潮安江东镇龙口洋光村定居。
柯姓， 先辈柯起龙约于南宋绍定年间（1228—1233）从广东潮阳峡山迁来此潮安江东镇仙洲村，辟地开族，定居落籍。
高姓， 高姓是由广东揭阳揭东县埔田乡迁入潮安江东镇樟厝洲村定居。
方姓， 方姓于清朝时经广东潮安县浮洋仙庭村迁入潮安江东镇樟厝洲村定居。
肖姓， 肖氏先辈于明万历十四年（公元1586年）从福建莆田迁广东潮安江东镇柚杭村创村。
钟姓， 钟氏先辈从福建南迁入潮，先居于广东潮安江东镇堤内柚园村，后再迁至村之北端定居，现柚园有钟厝埕遗址。